# تجنيد

حرية الرعية (عصابة الصحافة) (كاريكاتير)

التجنيد، أو «الحشد» أو «الحشد الإجباري»، هو أخذ الرجال إلى قوات الجيش أو البحرية بالإكراه، سواء أكان بعد إخطار مسبق أم من دونه. استخدمت قوات البحرية الأوروبية في عدة دولٍ التجنيد الإجباري بطرق مختلفة. دلّ الحجم الضخم لقوات البحرية الملكية البريطانية في عصر الشراع أن التجنيد كان أكثر شيوعًا في بريطانيا العظمى وإيرلندا. استخدمته البحرية الملكية في زمن الحرب، بدءًا من عام 1664 وخلال القرن الثامن عشر وبداية القرن التاسع عشر باعتباره وسيلة لتزويد السفن الحربية بالطواقم، رغم إمكانية نَسب المرسوم القانوني خاصة الممارسة إلى عهد إدوارد الأول ملك إنجلترا. جندت البحرية الملكية الكثير من البحارة التجار، إضافة إلى بعض البحارة من دول أخرى معظمها أوروبية. كان الأشخاص اللائقون بالتجنيد هم «الرجال المؤهلون المعتادون على السفر بحرًا وأعمارهم بين 18 و55 عامًا». جُند غير البحارة في بعض الأحيان كذلك، وإن كان ذلك نادرًا.
نُقد التجنيد نقدًا لاذعًا من قبل أولئك الذين اعتقدوا أنه يتعارض مع الدستور البريطاني، فعلى عكس الكثير من منافسيها القاريين آنذاك، لم يكن الرعايا البريطانيون خاضعين للتجنيد الإجباري للخدمة العسكرية، باستثناء تجربة وجيزة للتجنيد العسكري بين عامي 1778 و1780. على الرغم من معارضة العامة للتجنيد الإجباري عمومًا، فقد تكرر تأييد المحاكم للتجنيد، نظرًا لاعتباره عاملًا جوهريًا في قوة البحرية، وبالتالي في بقاء المملكة البريطانية ونفوذها.
كان التجنيد ممارسة تخص البحرية الملكية في الأساس، ما يعكس كامل حجم الأسطول البريطاني ومتطلباته الضخمة من القوى العاملة. في حين طبقت البحريات الأوروبية الأخرى التجنيد الإجباري في أوقات الحرب، كان يجري هذا عمومًا باعتباره امتدادًا لممارسة التجنيد الرسمية التي طبقتها معظم الجيوش الأوروبية منذ الحروب النابليونية فصاعدًا. طبقت البحرية الأمريكية القارية أيضًا شكلًا من أشكال التجنيد خلال حرب الاستقلال الأمريكية.
سبب تجنيد البحارة من السفن الأمريكية توترًا خطرًا بين بريطانيا والمستعمرات الثلاث عشرة في السنوات السابقة لحرب الاستقلال الأمريكية. واحدة من المظلَمات السبعة والعشرين التي عددها إعلان الاستقلال تسلط الضوء مباشرة على الممارسة. كان ذلك سببًا أيضًا لتوتر أفضى إلى حرب 1812. بعد هزيمة نابليون في عام 1815، أنهت بريطانيا الممارسة رسميًا، ولاحقًا لم يعد التجنيد الإجباري حكرًا على البحرية الملكية فحسب، بل شمل كافة القوات المسلحة البريطانية.

## التجنيد والفرار في البحرية الملكية
كانت ظروف العمل والمعيشة خاصة البحار العادي في البحرية الملكية في القرن الثامن عشر قاسية جدًا وفق المعايير المعاصرة. كانت رواتب البحرية جذابة في خمسينيات القرن الثامن عشر، لكن ارتفاع الأسعار أبلاها باطراد مع الاقتراب من نهاية القرن. كانت رواتب البحارة على السفن التجارية أعلى إلى حد ما في وقت السلم، وقد تبلغ ضعف رواتب البحرية في وقت الحرب.
إلى أن حسنت الإصلاحات الظروف في القرن التاسع عشر، كانت البحرية الملكية معروفة أيضًا بدفع أجور متأخرة تصل إلى سنتين، ودائمًا ما كانت تمسك رواتب ستة أشهر وفقًا لمعاييرها بغية تعويق الفرار. حُددت أجور البحرية في عام 1653، ولم تجرِ زيادتها حتى أبريل من عام 1797 بعد تمرد بحارة 80 سفينة من أسطول بحر المانش المتمركز في سبتهيد.
على الرغم من هذا، كان لا يزال هناك الكثير من المتطوعين في الخدمة البحرية. كان العمل المخصص للبحارة المنفردين أقل منه على السفن التجارية، نظرًا لأن حجم الطاقم البحري يتحدد وفقًا للعدد الذي يتطلبه تزويد المدافع بالرجال، ما يصل إلى أربعة أضعاف الطاقم المطلوب للإبحار بالسفنية ببساطة. علاوة على ذلك، كان الطعام الذي توفره البحرية وفيرًا ومنتظمًا وعالي الجودة بحسب معايير زمانه. في أواخر القرن الثامن عشر وأوائل القرن التاسع عشر، لم يكن غريبًا على الإطلاق أن يرى رجال مُجندون أن الحياة في البحرية (رغم صعوبتها) ما تزال أحسن من حياتهم السابقة على الشاطئ، وأن يتطوعوا لخدمة إضافية حينما أُتيحت لهم الفرصة لمغادرة السفينة. قدّر ملّاك السفن والحكومات على نحو روتيني أن 50% من البحارة في رحلة مفترضة سيموتون نتيجة عوز فيتامين سي.
ورغم ذلك، كانت المشكلة الرئيسية في التجنيد للبحرية هي نقص البحارة المؤهلين وذوي الخبرة خلال وقت الحرب، حينما كانت البحرية تضطر إلى التعجّل في تجنيد 20,000 رجل إضافي (في بداية القرن الثامن عشر) وحتى 40,000 (في أواخر القرن الثامن عشر). كانت كل من القرصنة التفويضية والبحرية الملكية وبحرية التجار تتنافس على فرقة صغيرة من البحارة العاديين والقادرين في زمن الحرب، وعادة ما كانت المجموعات الثلاثة تعاني من نقص العمالة. أحصت أرقام التجنيد التي قُدمت إلى البرلمان عن السنوات 1755 – 1757 70,566 رجلًا، منهم 33,243 متطوعًا (47%) و16,953 مُجندًا (24%)، في حين سُجل 20,370 غيرهم بصفة متطوعين في قائمة منفصلة (29%). رغم غياب أي سجلات تشرح سبب تفريق المتطوعين على مجموعتين، لكنه من المرجح أن هؤلاء هم الرجال المجندون الذين صاروا «متطوعين» ليحصلوا على مكافأة التطويع، وهي أجور شهرين مقدمًا وزيادة في الأجر، ومن المعروف أن عددًا ضخمًا قد قام بهذا فعلًا. حمى التطوُّع البحارة من الدائنين أيضًا، إذ منع القانون جمع الديون المستحقة قبل التجنيد. كانت العلّة الوحيدة هي أن المتطوعين الذين فروا لاحقًا كانوا عرضة للإعدام إذا ما قُبض عليهم، في حين كان يجري إرجاع المُجندين إلى الخدمة ببساطة. تؤكد سجلات أخرى نسبًا مماثلة على امتداد القرن الثامن عشر.
| المجموع | التجار | القرصنة التفويضية | البحرية الملكية | الفترة                  | التواريخ  |
| ------- | ------ | ----------------- | --------------- | ----------------------- | --------- |
| 50,084  | 35,239 |                   | 14,845          | وقت السلم               | 1736–1738 |
| 76,297  | 30,392 | 2,602             | 43,303          | حرب أذن جينكنز          | 1739–1748 |
| 58,231  | 40,862 |                   | 17,369          | وقت السلم               | 1753–1755 |
| 115,641 | 37,584 | 3,286             | 74,771          | حرب السنوات السبع       | 1756-1763 |
| 69,443  | 50,903 |                   | 18,540          | وقت السلم               | 1773–1775 |
| 116,443 | 44,947 | 3,749             | 67,747          | حرب الاستقلال الأمريكية | 1775-1783 |

عانت المجموعات الثلاثة من مستويات عالية من الفرار أيضًا. في القرن الثامن عشر، بلغ متوسط معدلات الفرار البريطاني على السفن البحرية 25% سنويًا، باختلاف طفيف بين المتطوعين والمجندين. كان معدل الفرار يبدأ عاليًا، ثم ينخفض بشدة بعد بضعة أشهر على متن السفينة، ويكاد ينعدم عمومًا بعد عام، فنظرًا لأن رواتب البحرية كانت تُدفع متأخرة أشهرًا أو سنوات، لم يكن الفرار يعني هجر الرفاق على السفينة وحسب، بل أيضًا خسارة كمية ضخمة من الأموال المكتسبة بالفعل. إذا ما حصلت سفينة حربية على غنيمة ما، كان البحار الفار يخسر حصته من أموال الغنيمة. في تقرير حول تغييرات مقترحة على البحرية الملكية كتبه الأميرال نيلسون في عام 1803، ذكر أنه منذ عام 1793 قد فر أكثر من 42,000 بحار.